# Бабенко Олег Іванович
Олег Іванович Бабенко (нар. 3 листопада 1969, Луганськ, УРСР) — радянський та український футболіст, півзахисник та нападник, нині тренер в дитячо-юнацькій футбольній школі луганської «Зорі».

## Життєпис
Вихованець СДЮШОР «Зоря» Луганськ, перший тренер — О. Г. Пилипенко. Професіональну кар'єру розпочав 1987 року в «Шахтарі» (Горлівка). У 1989 році грав за махачкалинське «Динамо». Наступного сезону перейшов у «Торпедо» (Таганрог). У 1991 році виступав за ростовський СКА. Після розпаду СРСР перейшов у сєверодонецький «Хімік», за який грав протягом 7 років за винятком початку сезону 1992/93 років, коли виступав за «Таврію» (Херсон). У сезоні 1998/99 років грав за «Полісся». Після чого виступав за різні аматорські клуби, у тому числі й за сєвєродонецьку «Молнію». У сезоні 2002/03 років грав за «Зорю». У 2003 році в складі сєвєродонецької «Молнії» став чемпіоном України серед аматорських команд. Після завершення кар'єри гравця почав працювати тренером у дитячо-юнацькій футбольній школі «Зорі».